# Komorní Lhotka
Pour les articles homonymes, voir Lhotka.
Komorní Lhotka (en polonais : Ligotka Kameralna ; en allemand : Kameral Elgoth) est une commune du district de Frýdek-Místek, dans la région de Moravie-Silésie, en République tchèque. Sa population s'élevait à 1 434 habitants en 2021.

## Géographie
Komorní Lhotka se trouve à 12 km à l'est-sud-est de Frýdek-Místek, à 27 km au sud-est d'Ostrava et à 298 km à l'est-sud-est de Prague.
La commune est limitée par Horní Tošanovice et Hnojník au nord, par Smilovice et Řeka à l'est, par Morávka au sud et par Vyšní Lhoty et Dobratice à l'ouest.

## Histoire
La première mention écrite du village date de 1455.

## Transports
Par la route, Komorní Lhotka se trouve à 18 km de Frýdek-Místek, à 39 km d'Ostrava et à 370 km de Prague.